# Liga Catalana de Fútbol Americano 2021-22
La Liga Catalana de Fútbol Americano 2021-22 fue la trigésimo cuarta temporada de la Liga Catalana de Fútbol Americano, la competición de fútbol americano de segundo nivel más importante de España. El mejor equipo puede optar a una ascenso a la LNFA 2022.

## Equipos participantes
| Equipo                    | Localidad               |
| ------------------------- | ----------------------- |
| Barcelona Uroloki         | Barcelona               |
| Barcelona Bufals          | Barcelona               |
| Terrassa Reds             | Tarrasa                 |
| Argentona Bocs            | Argentona               |
| Barcelona Pagesos         | Barcelona               |
| Riudoms Rebels            | Riudoms                 |
| Castell-Platja d Aro Ducs |                         |
| Reus Imperials            | Reus                    |
| Vilafranca Eagles         | Villafranca del Panadés |
| Lliçà de Vall Panthers    | Llissá de Vall          |